# Olympiakos Syndesmos Filathlōn Peiraiōs (pallacanestro maschile)
L'Olympiakos S.F.P. (in greco ΚΑΕ Ολυμπιακός Σ.Φ.Π.?), nota anche come Olympiakos, Olympiacos oppure Olympiacos Pireo, è un club di pallacanestro greco con sede a Pireo e fa parte della omonima polisportiva. Il club è stato fondato nel 1931 ed è ad oggi una delle squadre più titolate d'Europa, avendo vinto tre Euroleghe, una Triple Crown, una Coppa Intercontinentale, tredici campionati greci, undici coppe di Grecia e uno Supercoppa di Grecia. I match casalinghi vengono disputati allo Stadio della pace e dell'amicizia. L'Olympiacos nel 1997 è diventata la prima squadra greca a ottenere la Triple Crown (Campionato, Coppa, Campionato Europeo). Nello stesso anno, ha gareggiato come Campione Europeo nel torneo McDonald's NBA-FIFA Open (McDonald's Championship 1997), dove ha affrontato i campioni NBA Chicago Bulls, il più grande giocatore di basket di tutti i tempi,  Michael Jordan nel torneo finale.

## Storia
È uno dei principali club greci di pallacanestro, avendo vinto quindici campionati nazionali, undici coppe di Grecia e tre Coppe dei Campioni. Nel 2013, battendo il Real Madrid 100-88, diviene la prima squadra greca a vincere consecutivamente due Coppe dei Campioni.

## Roster 2024-2025
Aggiornato al 31 luglio 2024.
| Olympiakos Syndesmos Filathlōn Peiraiōs 2024-2025 | Olympiakos Syndesmos Filathlōn Peiraiōs 2024-2025 |
| Giocatori                                         | Staff tecnico                                     |
| ------------------------------------------------- | ------------------------------------------------- |

| N. | Naz.                                            | Ruolo | Nome                    | Anno | Alt.   | Peso   |  |
| -- | ----------------------------------------------- | ----- | ----------------------- | ---- | ------ | ------ |  |
| 0  | Stati Uniti (bandiera) · Grecia (bandiera)      | G     | Thomas Walkup           | 1992 | 195 cm | 90 kg  |  |
| 1  | Stati Uniti (bandiera)                          | P     | Nigel Williams-Goss     | 1994 | 192 cm | 86 kg  |  |
| 2  | Stati Uniti (bandiera)                          | AG    | Moses Wright            | 1998 | 205 cm | 104 kg |  |
| 3  | Canada (bandiera) · Grecia (bandiera)           | PG    | Naz Mitrou-Long         | 1993 | 193 cm | 94 kg  |  |
| 5  | Grecia (bandiera)                               | G     | Giannoulīs Larentzakīs  | 1993 | 196 cm | 91 kg  |  |
| 8  | Argentina (bandiera) · Italia (bandiera)        | P     | Luca Vildoza            | 1995 | 191 cm | 86 kg  |  |
| 9  | Stati Uniti (bandiera)                          | PG    | Saben Lee               | 1999 | 188 cm | 83 kg  |  |
| 10 | Francia (bandiera)                              | C     | Moustapha Fall          | 1992 | 218 cm | 122 kg |  |
| 12 | Stati Uniti (bandiera)                          | P     | Keenan Evans            | 1996 | 191 cm | 86 kg  |  |
| 14 | Bulgaria (bandiera) · Grecia (bandiera)         | AG    | Aleksandăr Vezenkov     | 1995 | 206 cm | 102 kg |  |
| 16 | Grecia (bandiera)                               | AP    | Kōstas Papanikolaou (C) | 1990 | 204 cm | 104 kg |  |
| 22 | Stati Uniti (bandiera) · Grecia (bandiera)      | G     | Tyler Dorsey            | 1996 | 196 cm | 83 kg  |  |
| 25 | Stati Uniti (bandiera)                          | AG    | Alec Peters             | 1995 | 206 cm | 107 kg |  |
| 33 | Serbia (bandiera)                               | C     | Nikola Milutinov        | 1994 | 213 cm | 114 kg |  |
| 77 | Stati Uniti (bandiera) · Azerbaigian (bandiera) | AP    | Shaquielle McKissic     | 1990 | 196 cm | 91 kg  |  |
| 94 | Francia (bandiera)                              | G     | Evan Fournier           | 1992 | 198 cm | 93 kg  |  |

| Allenatore |
| - Giōrgos Mpartzōkas |
| Assistente/i |
| - Michalīs Kalavros - Giōrgos Mpozikas - Chrīstos Pappas - Stefanos Triantafyllos Legenda - (C) Capitano - (IN) Inattivo - Infortunato Roster |

## Palmarès

### Competizioni nazionali
- Campionato greco: 15

1948-1949, 1959-1960, 1975-1976, 1977-1978, 1992-1993, 1993-1994, 1994-1995, 1995-1996, 1996-1997, 2011-2012, 2014-2015, 2015-2016, 2021-2022, 2022-2023, 2024-2025
- Coppa di Grecia: 12

1976, 1977, 1978, 1980, 1993-1994, 1996-1997, 2001-2002, 2009-2010, 2010-2011, 2021-2022, 2022-2023, 2023-2024
- Supercoppa greca: 3

2022, 2023, 2024

### Competizioni internazionali
- Eurolega: 3

1996-1997, 2011-2012, 2012-2013
- Coppa Intercontinentale: 1

2013

## Finali disputate
- Coppa di Grecia: 10

1979 vs. Panathīnaïkos Atene
1983 vs. Panathīnaïkos Atene
1986 vs. Panathīnaïkos Atene
2004 vs. Aris Salonicco
2008 vs. Panathīnaïkos Atene
2009 vs. Panathīnaïkos Atene
2012 vs. Panathīnaïkos Atene
2013 vs. Panathīnaïkos Atene
2018 vs. AEK Atene
2025 vs. Panathīnaïkos Atene
- Coppa dei Campioni-Eurolega: 6

1994 vs. Joventut Badalona
1995 vs. Real Madrid
2010 vs. FC Barcelona
2015 vs. Real Madrid
2017 vs. Fenerbahçe Istanbul
2023 vs. Real Madrid
- Partecipazioni al McDonald's Open: 1

1997